# Vittore Branca
Vittore Branca (Savona, 9 luglio 1913 – Venezia, 28 maggio 2004) è stato un filologo, critico letterario e italianista italiano.
Branca è stato professore emerito di letteratura italiana presso l'Università degli Studi di Padova fino alla sua morte nel 2004. È noto per essere stato uno dei maggiori studiosi contemporanei di Giovanni Boccaccio, delle cui opere studiò la tradizione manoscritta e, soprattutto, di cui identificò l'autografia nel celebre codice Hamilton 90, della Staatsbibliothek di Berlino, contenente il Decameron.
Uomo dal forte radicamento religioso, durante la seconda guerra mondiale ha partecipato alla lotta partigiana.

## Biografia

Vittore Branca (a destra) in compagnia della moglie Olga e di Ezra Pound

Vittore Branca nasce a Savona nel 1913, ma trascorre gran parte della sua infanzia sul lago di Como.
Dopo essersi diplomato al liceo classico "Gabriello Chiabrera" di Savona, nel 1931 sostiene l'esame d'ammissione alla Scuola Normale Superiore di Pisa. In quegli anni entra a far parte della FUCI. In segno di protesta, il giovane Branca si presenta dinnanzi alla commissione esaminatrice indossando il distintivo di Azione Cattolica, i cui circoli giovanili erano stati soppressi dal regime fascista. In quest'occasione ha il suo primo incontro con Giovanni Gentile, che diventerà suo maestro e con il quale, nonostante le profonde divergenze ideologiche, stringerà una particolare amicizia. Nel 1933 rischia l'espulsione dalla scuola, fatto che tuttavia viene scongiurato da un intervento dello stesso Gentile. Si laurea nel 1935 col massimo dei voti.
Due anni dopo, è a Firenze per collaborare con l'Accademia della Crusca all'edizione nazionale delle opere di Boccaccio. Sempre nel capoluogo toscano inizia a insegnare nelle scuole superiori.
Nel luglio 1943 prese parte ai lavori che portarono alla redazione del Codice di Camaldoli. Dopo l'arresto di Mussolini (eseguito due giorni dopo il completamento del Codice), Branca collabora attivamente alla Resistenza. I suoi cordiali rapporti con monsignor Giovanni Battista Montini (il futuro papa Paolo VI) e, per mediazione di questi, con Alcide De Gasperi, lo rendono un membro di spicco dell'antifascismo fiorentino, permettendogli di rappresentare l'area cattolica della resistenza nella direzione toscana del CNL. 
Nel 1944 viene contattato da Gentile, ora presidente dell'Accademia d'Italia, che lo invita a collaborare "per carità di patria" alla rivista Nuova Antologia. Branca, nonostante il profondo legame col filosofo, rifiuta l'offerta, decidendo di proseguire la lotta contro il nazifascismo. Gentile viene ucciso da alcuni partigiani nell'aprile dello stesso anno. 
L'agosto seguente, Branca partecipa ai drammatici eventi dell'insurrezione di Firenze, che poi porteranno alla liberazione della città.
Negli anni di formazione della Repubblica, De Gasperi gli propone l'incarico di vicesegretario della Democrazia Cristiana. Branca declina l'invito per dedicarsi attivamente agli studi e alla carriera accademica.
Tra il 1944 e il 1949 insegna presso l'Università di Firenze e la facoltà di magistero "Maria Assunta" di Roma. Nel 1949 fonda unitamente a Giovanni Getto la rivista Lettere italiane. Dal 1952 al 1953 è a Parigi, in quanto professore ospite presso l'Università Sorbonne. Nel 1953 inizia la sua carriera all'Università di Padova, alla quale resterà legato per tutta la vita. Nello stesso anno entra nel comitato direttivo della Fondazione Giorgio Cini, di Venezia, dal 1972 al 1995 ne è vice presidente per poi diventarne presidente dal 1995 al 1996.
Tra il 1968 e il 1972 è rettore dell'Università di Bergamo. Nel 1968 presiede un comitato ordinatore per stabilire nell'ateneo l'"Istituto di lingue e letterature straniere". Fino al 1970 collabora a più riprese con l'UNESCO. 
Muore a Venezia il 28 maggio 2004 all'età di 90 anni. I suoi funerali vengono celebrati nella chiesa di Santo Stefano della città lagunare. A Padova, nel 2014, gli erano stati dedicati la Biblioteca dell'ESU di Padova, che ha cambiato più volte sede, e un'attigua aula-studio, ora chiusa definitivamente. Ha lasciato la sua biblioteca come fondo speciale alla Biblioteca della Scuola Normale Superiore. Questa è in libero accesso e comprende circa 20.000 volumi e 15.000 estratti riguardanti prevalentemente la letteratura italiana e la storia dell'arte.

## Studi e attività accademica

Vittore Branca e Pietro Ingrao a Venezia nel 1979

Fondamentali sono stati i contributi di Branca nella ricerca su Boccaccio. Nel 1962 identifica nel codice Hamilton 90 un preziosissimo autografo del Decameron, scritto da Boccaccio attorno al 1370. Del 1998 invece è la scoperta di un idiografo, sempre del Decameron, però concepito a metà degli anni cinquanta del 1300 e materialmente redatto verso il 1360.
Gli studi di Branca hanno influenzato anche l'ambito filologico. Si devono a lui le definizioni di tradizione caratterizzata (vale a dire lo studio di una tradizione manoscritta fine a sé stessa) e di tradizione caratterizzante (i modi e i motivi per cui si è venuta a creare quella data tradizione, anche da un punto di vista delle arti visuali e musicali).
Tra i suoi allievi, Giorgio Padoan e Gianna Gardenal.

## Opere

### Critica e storia della letteratura
- Il cantare trecentesco (Firenze, 1936)
- Storia della critica al Decameron (Roma, 1939)
- Note sulla letteratura religiosa del Trecento (Firenze, 1939)
- Note per una storia dell'anima del Manzoni, in Convivium, XIII, (1941)
- Mistici del Duecento e del Trecento (Roma, 1942)
- Emilio De Marchi e il realismo meditativo (Brescia, 1946)
- Alfieri e la ricerca dello stile (Firenze, 1947)
- Storia delle raccolte di rime e delle collezioni dei Classici, in Orientamenti e Problemi di Letteratura Italiana (Milano, 1948)
- Il cantico di Frate Sole (Firenze, 1950)
- Boccaccio medievale (Firenze, 1956)
- Tradizione delle opere di Giovanni Boccaccio (Roma, 1958)
- Civiltà letteraria d'Italia (Firenze, 1962)
- l'Incompiuta Seconda Centuria di Angelo Poliziano (Firenze, 1962)
- Umanesimo europeo e umanesimo veneziano, saggi propri e saggi altrui raccolti da Vittore Branca (Firenze, 1964)
- Poetica del rinnovamento e tradizione agiografica nella Vita Nuova, in «Miscellanea Italo Siciliano» (Firenze, 1966)
- Rinascimento europeo e Rinascimento veneziano id.id. (Firenze, 1967)
- Fulvio Testi en la Corte de Urbano VIII y Felipe IV, in «Revista de Occidente» (Madrid, 1969)
- I nuovi metodi della critica (Roma, 1970)
- Sebastiano Ciampi (Varsavia, 1970)
- Occasioni manzoniane (Venezia, 1973)
- Concetto, storia, miti e immagini del Medioevo (Firenze, 1973)
- Filologia, critica, storia, in collaborazione con Jean Starobinski (Milano, 1978)
- Alfieri e la ricerca dello stile con cinque nuovi saggi (Bologna, 1979)
- L'Umanesimo veneziano, in Storia della cultura veneta, vol. 3 (Vicenza, 1980)
- Boccaccio medievale e nuovi studi sul Decamerone , Sansoni editore, Firenze, 1981
- Poliziano e l'Umanesimo della parola (Torino, 1983)
- Boccaccio visualizzato (Firenze, 1985)
- Mercanti e scrittori (Milano, 1986)
- l'Esopo toscano (Venezia, 1989)
- l'Esopo veneto (Padova, 1992)
- Giovanni Boccaccio. Profilo biografico (Firenze, 1997)

### Narrativa
- Un sogno (Firenze, 1983)
- Ponte Santa Trinita (Venezia, 1988)

## Onorificenze

Vittore Branca, nel 1959, mentre scende dalla Nave Scuola "Giorgio Cini"

- Medaglia d'oro del CNL della Toscana
- Medaglia d'oro dei Benemeriti della cultura
- Cavaliere di gran croce dell'Ordine al merito della Repubblica italiana
- Officier de la Légion d'Honneur
- Commendatore dell'Ordine della Polonia «restituita»
- Medaglia d'oro per la cultura
- Commendatore dei S.O. di Malta
- Cittadino onorario di Firenze (2002)
- Istituto veneto di scienze, lettere ed arti, di cui fu presidente dal 1979 al 1985
- Premio Feltrinelli 1982 dell'Accademia Nazionale dei Lincei.[9]

È stato inoltre insignito delle lauree honoris causa delle seguenti Università: 
- Università di Budapest (1967)
- Università di New York (1973)
- Università La Sorbona di Parigi (1976)
- Università degli Studi di Bergamo (1978)[10]
- Università McGill di Montréal (1985)
- Università di Colonia (1998)